# Magyar női nagypályás kézilabda-bajnokság
A magyar női nagypályás kézilabda-bajnokság első osztálya volt a hazai női nagypályás kézilabdázás legmagasabb osztálya. Az első tornát 1928-ban, az utolsót 1959-ben rendezték. Összesen 32 bajnokságot fejeztek be, egy félbeszakadt.

## Története
Az első magyar bajnokságot 1928-ban rendezték, a győztes a VI. ker. TK lett. 1933-ig a Budapesti Labdarúgó Alszövetség, utána a megalakuló kézilabda-szövetség írta ki a bajnokságokat. Az 1950-es években egyre kevésbé volt népszerű a nagypályás változat a kispályás mellett, ezért 1959 után már nem írtak ki több bajnokságot. 1933-ban a győztes csapat kivételével mindenki mást kizártak vagy visszalépett, ezért nincsenek további helyezettek. Az 1956-os bajnokság félbeszakadt.
A lebonyolítási rendszer többször változott. 1928 őszétől 1940 tavaszáig és 1945 őszétől 1949 tavaszáig őszi-tavaszi rendszerben, 1941-től 1944-ig és 1950-től 1959-ig naptári év szerint, tavaszi-őszi rendszerben írták ki a bajnokságot, 1928-ban egyfordulós tavaszi, 1940-ben és 1949-ben pedig egyfordulós őszi bajnokság volt. 1951-től 1953-ig területi (budapesti és megyei) csoportokban játszottak a csapatok, a győztesek (Budapestről több csapat is) az országos középdöntőben, majd az országos döntőben küzdöttek tovább a végső helyezésekért. A többi évben nemzeti bajnokság (NB) rendszerben rendezték a bajnokságokat.
A legeredményesebb csapat a Postás SE (Bp. Postás) 10 bajnoki címmel, második a Goldberger SE 4, harmadik az Angol–Magyar Cérnagyár SC és a Magyar Posztó SE 3-3 bajnoksággal. Sorozatban legtöbbször a Postás SE nyert, 1946–47 és 1949 között, valamint 1951 és 1954 között 4-4-szer. Vidéki csapat nem nyert, a legjobb eredmény a második hely volt, amit a Békéscsabai SZSE (kétszer) és a Debreceni KASE ért el.

## Dobogósok
| Szezon  | Bajnokcsapat              | Ezüstérmes            | Bronzérmes                |
| ------- | ------------------------- | --------------------- | ------------------------- |
| 1928    | VI. ker. TK               | Budai SC              | VI. ker. SC               |
| 1928–29 | Budapesti TK              | Budai SC              | Postás SE                 |
| 1929–30 | Menekültek KE             | Budapesti TK          | Kőbányai TC               |
| 1930–31 | MOVE Széchenyi TE         | Menekültek KE         | Kőbányai TK               |
| 1931–32 | Kőbányai TK               | MOVE Széchenyi TE     | Menekültek KE             |
| 1932–33 | Kőbányai TK               | –                     | –                         |
| 1933–34 | Angol–Magyar Cérnagyár SC | Goldberger SE         | Kőbányai Siemens SE       |
| 1934–35 | Angol–Magyar Cérnagyár SC | Goldberger SE         | Munkás TE                 |
| 1935–36 | Angol–Magyar Cérnagyár SC | Goldberger SE         | Magyar Pamut SC           |
| 1936–37 | Goldberger SE             | Magyar Pamut SC       | Angol–Magyar Cérnagyár SC |
| 1937–38 | Goldberger SE             | Magyar Pamut SC       | Olympia DNSE              |
| 1938–39 | Goldberger SE             | Olympia DNSE          | Magyar Pamut SC           |
| 1939–40 | Magyar Posztó SE          | Kistex SE             | Magyar Pamut SC           |
| 1940    | Goldberger SE             | Magyar Posztó SE      | Kistex SE                 |
| 1941    | Magyar Posztó SE          | Weiss Manfréd TK      | Goldberger SE             |
| 1942    | Magyar Posztó SE          | Weiss Manfréd TK      | Magyar Pamut SC           |
| 1943    | Magyar Pamut SC           | Wekerletelepi SC      | Weiss Manfréd TK          |
| 1944    | Habselyem SC              | Wekerletelepi SC      | Magyar Pamut SC           |
| 1945–46 | Csepeli MTK               | IX. ker. MADISZ Dózsa | Elektromos MSE            |
| 1946–47 | Postás SE                 | Csepeli MTK           | Kistext SE                |
| 1947–48 | Postás SE                 | Csepeli MTK           | Kistext SE                |
| 1948–49 | Postás SE                 | Békéscsabai SZSE      | MÉMOSZ Drasche            |
| 1949    | Postás SE                 | Békéscsabai SZSE      | Hazai Fésűs SE            |
| 1950    | Bp. Vörös Meteor          | Csepeli Vasas         | Bp. Postás                |
| 1951    | Bp. Postás                | VM Közért             | VL Magyar Posztó          |
| 1952    | Bp. Postás                | VL Magyar Posztó      | VL Keltex                 |
| 1953    | Bp. Postás                | Bp. Vörös Meteor      | VL Keltex                 |
| 1954    | Bp. Postás                | VL Keltex             | VL Magyar Posztó          |
| 1955    | Bp. Vörös Lobogó          | VL Magyar Posztó      | Bp. Kinizsi               |
| 1957    | Bp. Postás                | Ferencvárosi TC       | Debreceni Bocskai         |
| 1958    | MTK                       | Bp. Postás            | Ferencvárosi TC           |
| 1959    | Bp. Postás                | Debreceni KASE        | MTK                       |

### Győzelmek klubonként
| Csapat                    | Bajnok | Győztes szezonok                                                    |
| ------------------------- | ------ | ------------------------------------------------------------------- |
| Postás SE (Bp. Postás)    | 10     | 1946–47, 1947–48, 1948–49, 1949, 1951, 1952, 1953, 1954, 1957, 1959 |
| Goldberger SE             | 4      | 1936–37, 1937–38, 1938–39, 1940                                     |
| Angol–Magyar Cérnagyár SC | 3      | 1933–34, 1934–35, 1935–36                                           |
| Magyar Posztó SE          | 3      | 1939–40, 1941, 1942                                                 |
| Kőbányai TK               | 2      | 1931–32, 1932–33                                                    |
| MTK (Bp. Vörös Lobogó)    | 2      | 1955, 1958                                                          |
| Budapesti TK              | 1      | 1928–29                                                             |
| Bp. Vörös Meteor          | 1      | 1950                                                                |
| Csepeli MTK               | 1      | 1945–46                                                             |
| Habselyem SC              | 1      | 1944                                                                |
| Magyar Pamut SC           | 1      | 1943                                                                |
| Menekültek KE             | 1      | 1929–30                                                             |
| MOVE Széchenyi TE         | 1      | 1930–31                                                             |
| VI. ker. TK               | 1      | 1928                                                                |